# Hirohide Hashimoto
Hirohide Hashimoto (japanisch 橋本 博英 Hashimoto Hirohide; geboren 23. Dezember 1933 in Gifu; gestorben 4. März 2000) war ein japanischer Maler der Shōwa-Zeit.

## Leben und Werk
Während Hashimotos Vater, Mitarbeiter im Innenministerium, in Gifu Dienst tat, wurde sein Sohn Hirohide dort geboren. Hirohide verbrachte seine Jugend dann in Tōkyō, bevor sein Vater in die Stadt Fukuyama versetzt wurde. Dort absolvierte Hirohide die Schule, blieb der Stadt auch später verbunden. Ab 1954 studierte er in der Abteilung für Ölmalerei an der Tōkyō Bijutsu Gakkō (東京美術学校), der Vorläufereinrichtung der heutigen Tōkyō Geijutsu Daigaku, wo Itō Ren sein Lehrer wurde, und machte dort 1958 seinen Abschluss. Ab Juli 1964 hielt er sich ein Jahr in Frankreich auf. Nach seiner Rückkehr unterrichtete er am Asagaya Bijutsugakuen (阿佐ヶ谷美術学園), am Yoyogi-Seminar (代々木ゼミナール), an der Tōkyō-Zōkei-Universität (東京造形大学) und an anderen Orten. Im März 1974 gründete er, zusammen mit den gleichaltrigen Satoru Inoue (* 1931), Teruo Ōnuma (大沼 映夫; * 1933), Isao Kagami (加賀美 勣; 1939–1999), Ban Shindō (1932–1998) und anderen die Rei no Kai (黎の会), etwa „Gruppe des Aufbruchs“. Man begann in dem Jahr mit Ausstellungen in der Galerie Tōkyō Central Bijutsukan (東京セントラル美術館), der dann jährlich weitere Ausstellungen folgten.
1976 hatte Hirohide seine erste Einzelausstellung. Im selben Jahr gab er, zusammen mit Iida Tatsuo (飯田 達夫), das Lehrbuch „Ölmalerei mit System erlernen“ (油絵をシステムで学ぶ Aburae o sisutemu de manabu) heraus. Es folgten weitere Ausstellungen und 1990 die bebilderte Publikation „Landschaften skizzieren und malen“ (風景の習作と制作 Fukei no shusaku to seisaku). 1997 fand im Kunstmuseum Takasaki die Ausstellung „Hashimoto Hirohide Ausstellung – Konzert aus Licht und Stimmung“ (橋本博英展-光と風のコンチェルト). Hashimoto, der sich keiner Stilrichtung anschloss, einen eigenen Weg der „schönen“ Landschaftsmalerei suchte, starb nach schwerer Erkrankung mit Alter von nur 67 Jahren.